# Dichostereum granulosum
Dichostereum granulosum är en svampart som först beskrevs av Christiaan Hendrik Persoon, och fick sitt nu gällande namn av Boidin & Lanq. 1977. Dichostereum granulosum ingår i släktet Dichostereum och familjen Lachnocladiaceae.   Inga underarter finns listade i Catalogue of Life.